# Acis (geslacht)
Acis is een plantengeslacht dat de Atlantische en mediterrane narcisklokjes omvat.
Het geslacht Leucojum s.l. kent elf soorten. Op grond van DNA-sequentieanalyse is aangetoond dat het lenteklokje (Leucojum vernum) en het zomerklokje (Leucojum aestivum) nauw verwant zijn met het geslacht Galanthus. De andere soorten, die er minder verwantschap mee vertonen, worden nu ondergebracht bij het geslacht Acis.

## Soorten
Acis omvat negen narcisklokjes. Vijf soorten bloeien in de lente, vier in de nazomer.
Deze planten, die vooral uit erg droge streken voortkomen, zijn meestal inheems in een beperkt aantal Atlantische en mediterrane regio’s. De meeste soorten zijn om die reden wettelijk beschermd op regionaal en internationaal niveau.

### Atlantische soorten
- Het 'herfstklokje', Acis autumnalis (L.) Sweet, uit het westelijk deel van het Middellandse Zeegebied en Portugal, heeft witte bloemen met een roze toets die in kleinen getale groeien op fijne stelen van zo’n 15 tot 20 cm. De draadvormige en opstaande bladeren, die tijdens de bloei verschijnen, blijven groen tot de daaropvolgende zomer. Deze soort heeft een lange bloeitijd (augustus tot oktober). In Noord-Afrika vinden we de twee volgende variëteiten:
  - var. oporantha (Jord. et Fourr.) Lledó, A.P.Davis & M.B.Crespo, robuuster met drietandige tepalen.
  - var. pulchella (Jord. et Fourr.) Lledó, A.P.Davis & M.B.Crespo, kleiner met witte bloemen.
- Het 'haarfijne klokje', Acis trichophylla Sweet ex G.Don, groeit in Noord-Afrika en op het Iberische Schiereiland, voornamelijk in de duinen. Deze soort heeft draadvormige bladeren en witte tot purperkleurig roze bloemen (f. purpurascens). Drie variëteiten ervan worden vermeld:
  - var. trichophylla
  - var. broteroi (Jord. & Fourr.) Lledó, A.P.Davis & M.B.Crespo
  - var. micrantha (Gattef. & Maire) Lledó, A.P.Davis & M.B.Crespo
- Het 'Tangerklokje', Acis tingitana (Baker) Lledó, A.P.Davis & M.B.Crespo, een zeldzame soort uit het Rifgebergte, heeft bredere bladeren en witte schermbloemen op een stengel van zo’n 20 tot 25 cm.

### Mediterrane soorten
- Het 'Franse lenteklokje', Acis nicaeensis (Ardoino) Lledó, A.P.Davis & M.B.Crespo, is afkomstig uit de Franse Rivièra, waar de plant voorkomt tot op 1000 m hoogte (36 vindplaatsen). Het is een kleine plant (10 cm) met erg smalle en gebogen bladeren en sneeuwwitte, meestal alleenstaande bloemen (soms per twee), die tot bloei komen in maart of april. Acis nicaeensis, die vandaag de dag internationaal beschermd is, droeg vroeger de naam Leucojum hiemale ('winterklokje'), hoewel de plant in de lente bloeit.
- Acis fabrei (Quézel & Girerd) Lledó, A.P.Davis & M.B.Crespo, een met Acis nicaeensis verwante soort, werd in 1880 ontdekt door J.H. Fabre, maar pas in 1990 als nieuwe soort erkend. De alleenstaande bloemen van Acis fabrei zijn groter dan die van Acis nicaeensis. Deze soort wordt uitsluitend aangetroffen in de Monts de Vaucluse (zuidflank van de Mont Ventoux), waar slechts vier vindplaatsen bekend zijn.
- Het 'Spaanse herfstklokje', Acis valentina (Pau) Lledó, A.P.Davis & M.B.Crespo, komt voor in de streek van Valencia (zuidoosten van Spanje). Deze soort, die veel gelijkenis vertoont met Acis nicaeensis, heeft in de nazomer wel grotere, witte bloemen op een iets stevigere stengel (van zo’n 20 tot 30 cm) en gebogen bladeren.
- Acis ionica Bareka, Kamari & Phitos: het gelijkende taxon dat men lokaal langs de Adriatische kust van Griekenland en bij de stad Vlorë in Albanië aantreft, werd oorspronkelijk door Gay Acis cephalonica genoemd. Daarna werd de soort beschouwd als een ondersoort van Leucojum valentinum (subsp. vlorense Paparisto & Qosja). Hij wordt sinds 2006 beschouwd als een volwaardige soort.[2]
- Het 'roze herfstklokje’, Acis rosea (F.Martin bis) Sweet, een miniatuur-'herfstklokje' (10 tot 15 cm hoog) met alleenstaande bloemen met felroze strepen, is afkomstig uit de laaggelegen streken van Corsica en Sardinië.
- Het 'langbladige lenteklokje', Acis longifolia J.Gay ex M.Roem., is een zeldzame soort met lange bladeren, afkomstig uit het noorden van Corsica (schiereiland Scandola), en lijkt op Acis trichophylla. De plant heeft draadvormige bladeren en witte bloemen.

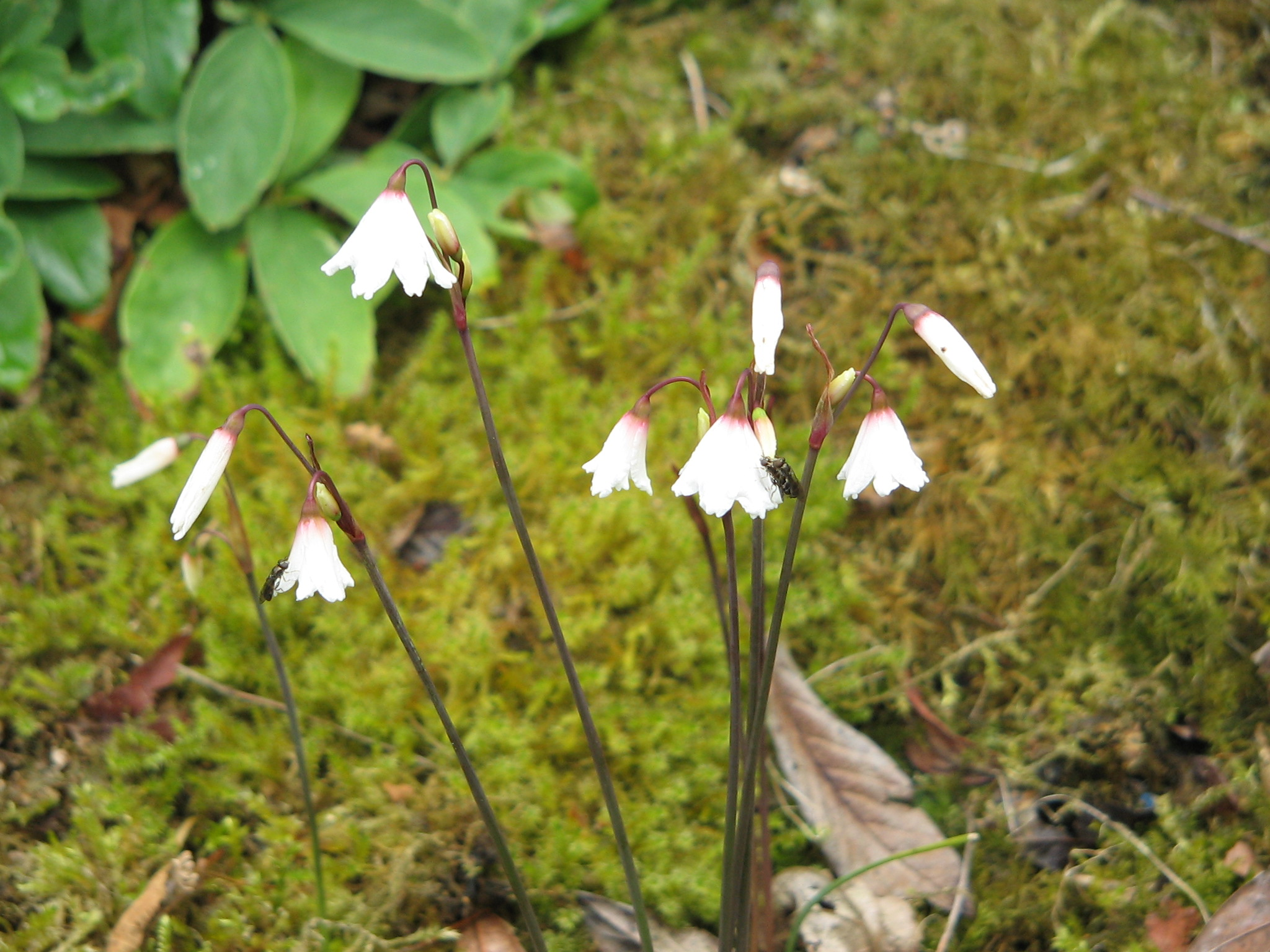
Acis autumnalis
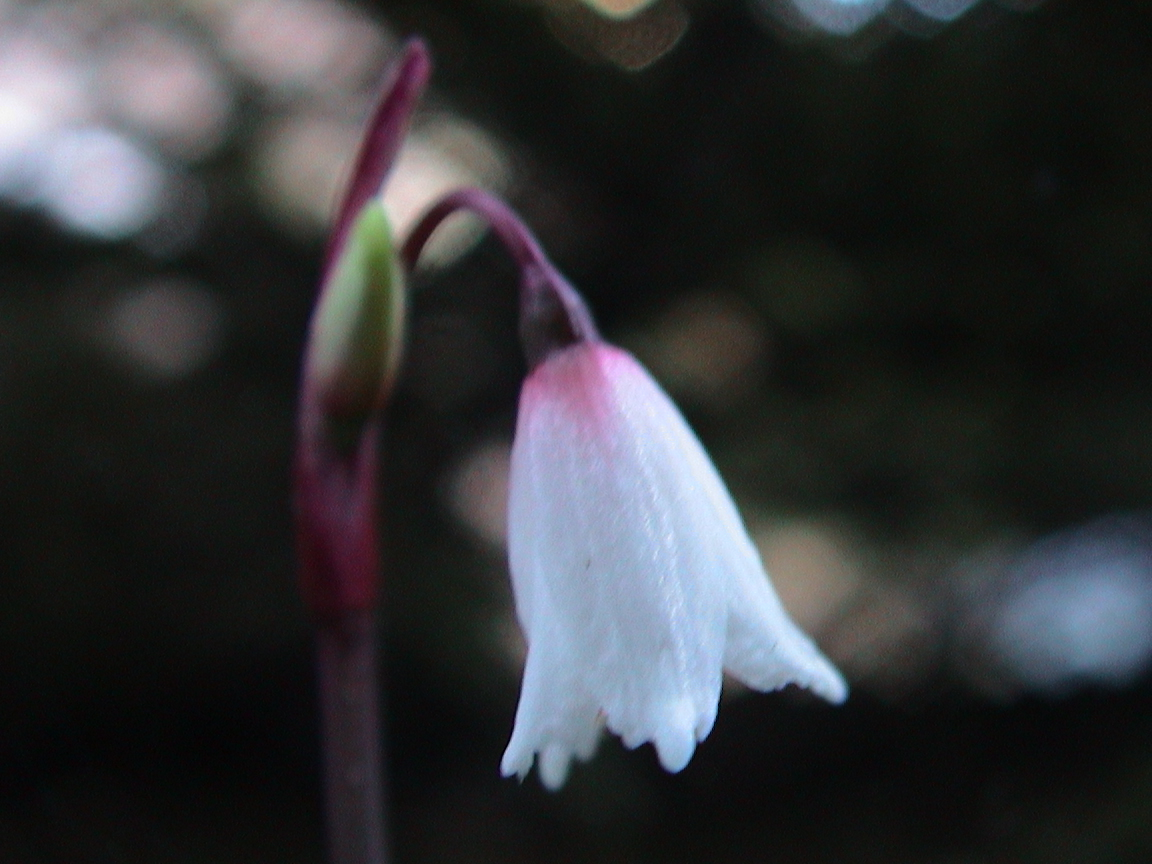
Bloem van Acis autumnalis
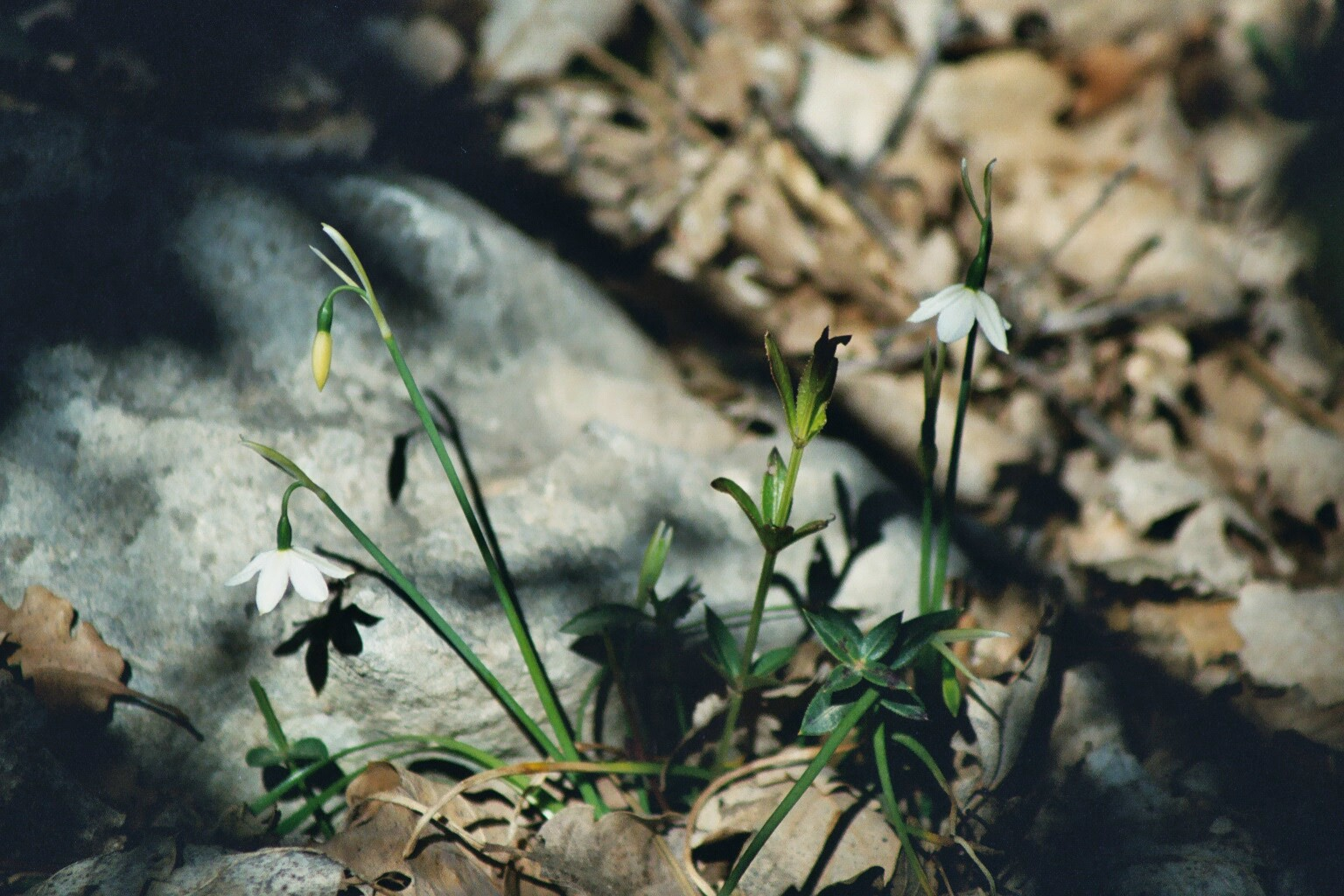
Acis fabrei
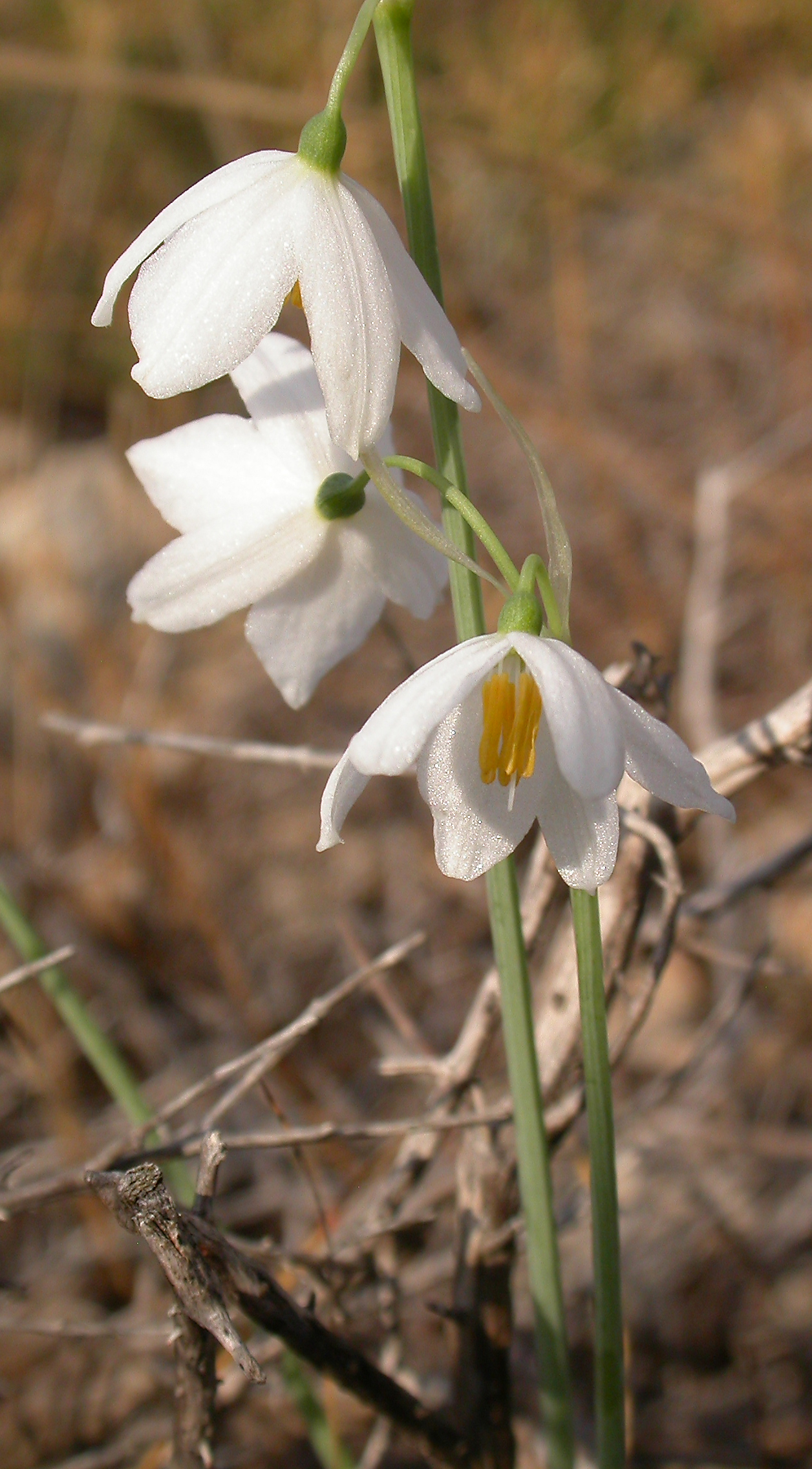
Acis ionica
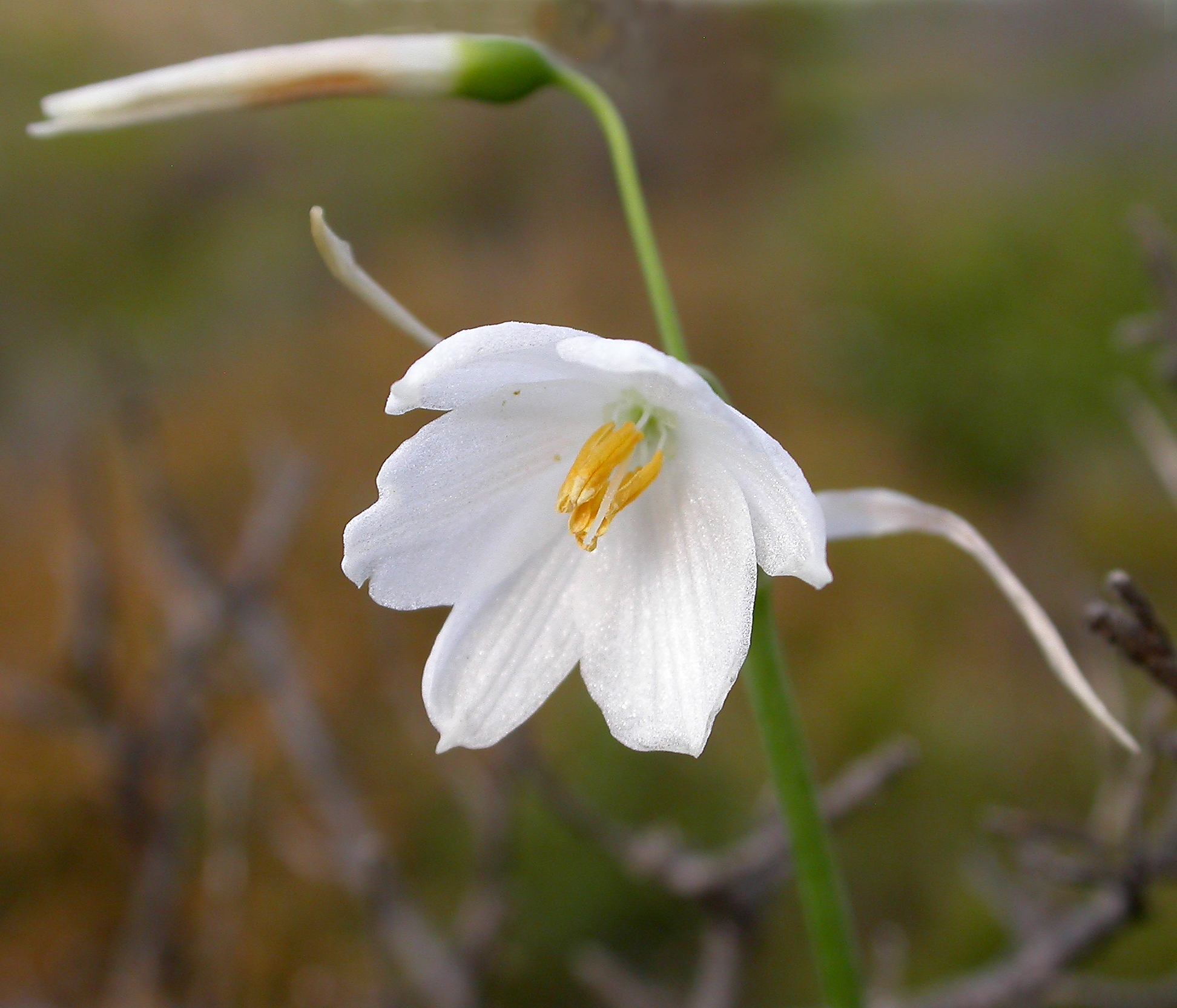
Bloem van Acis ionica
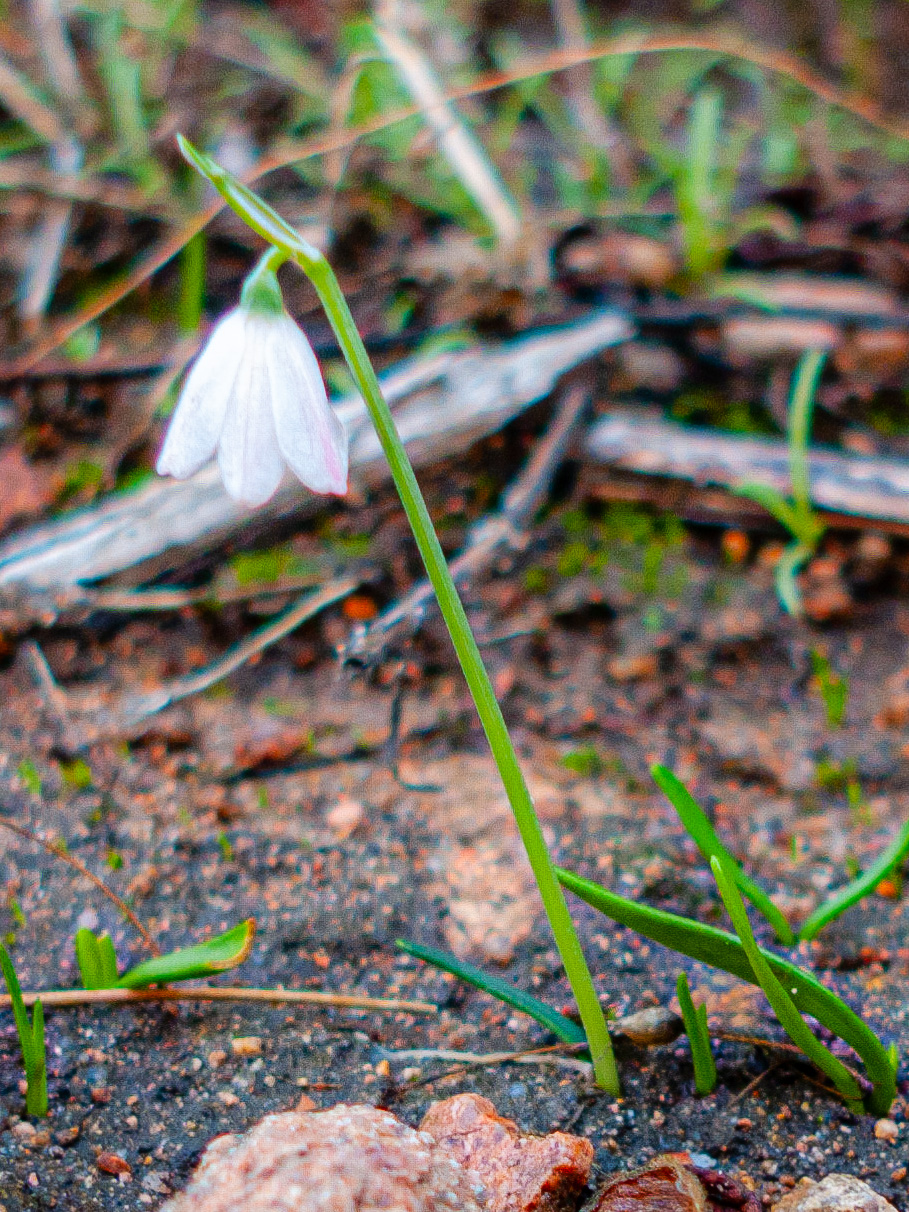
Acis rosea
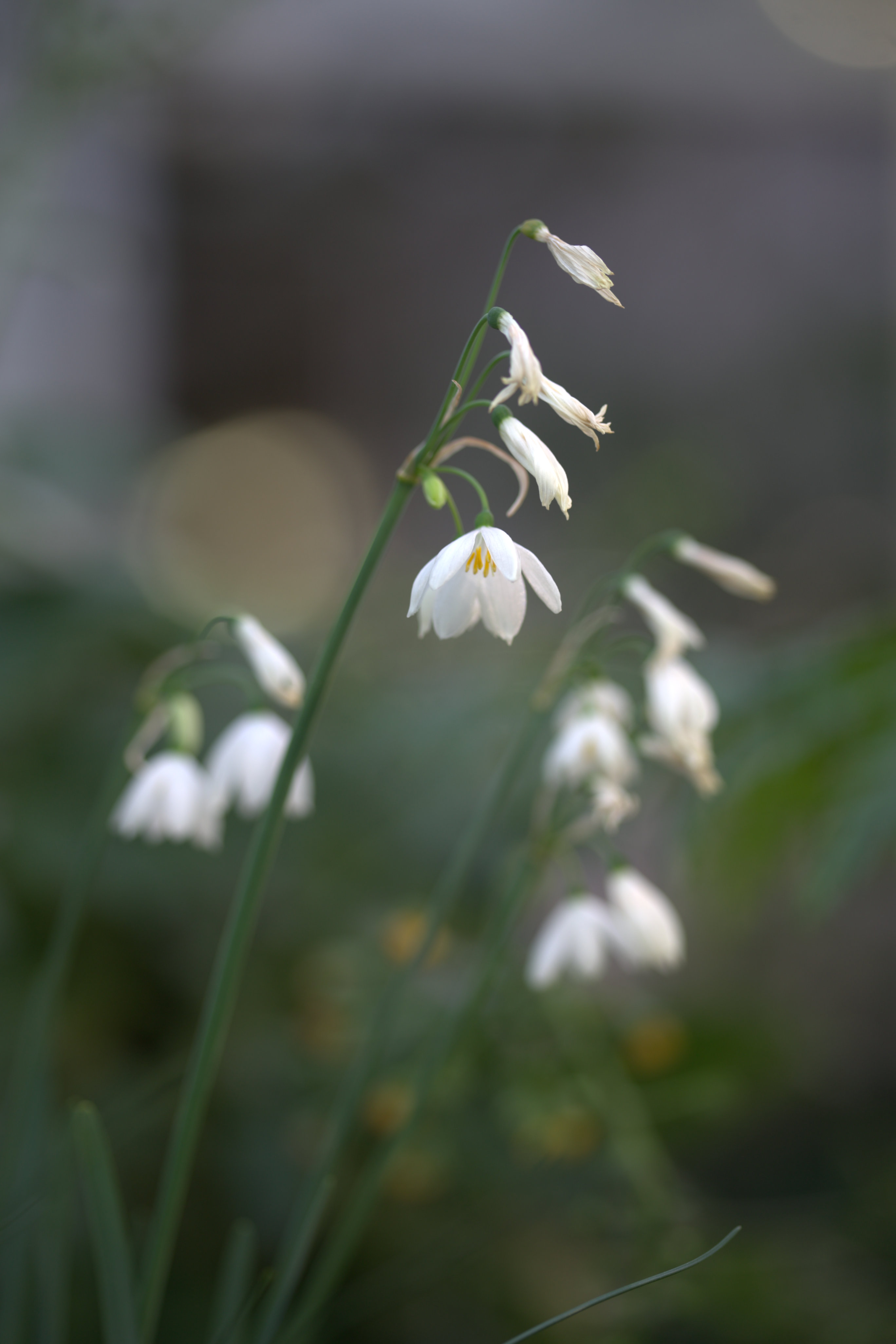
Acis tingitana
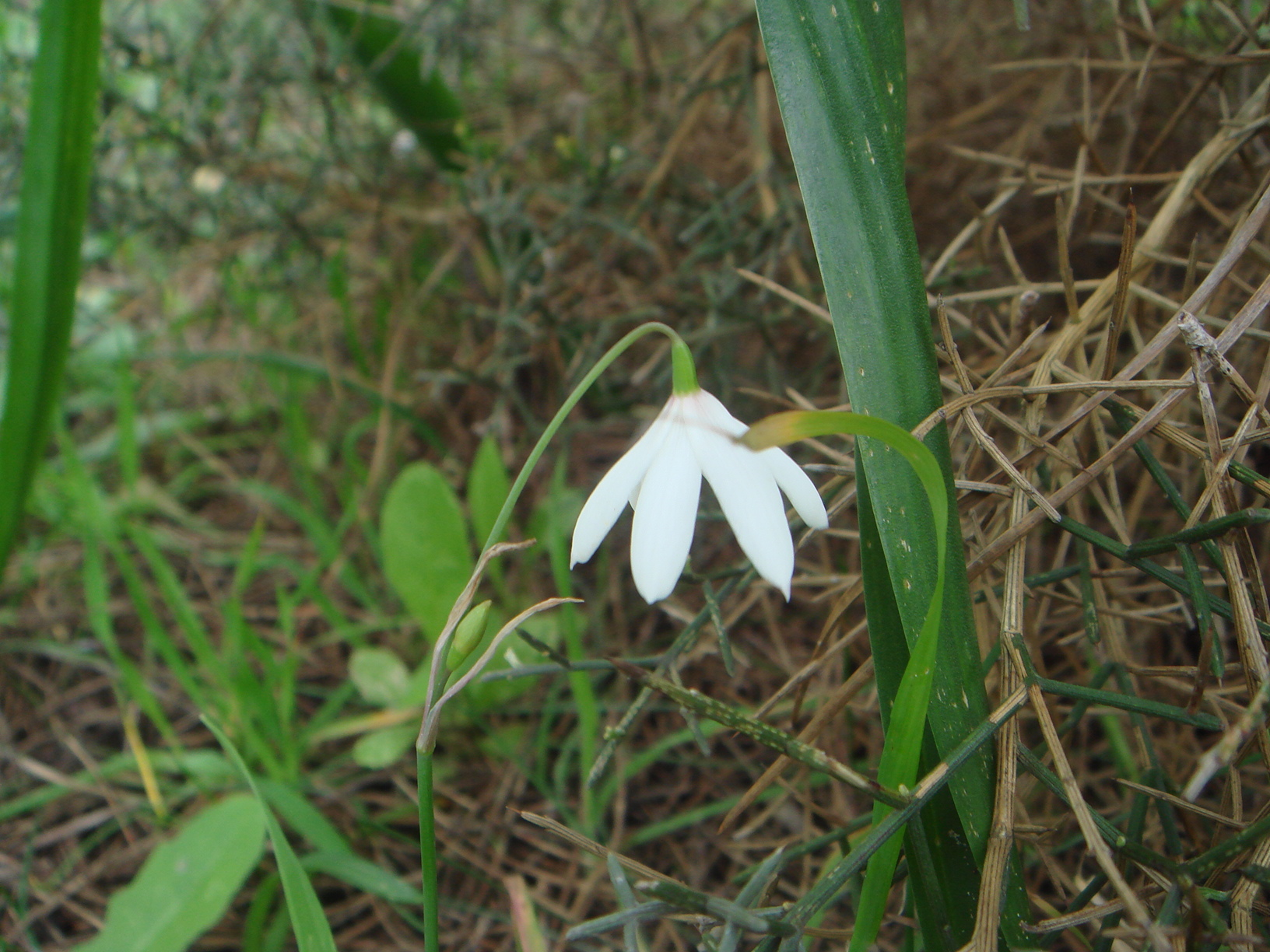
Acis trichophylla
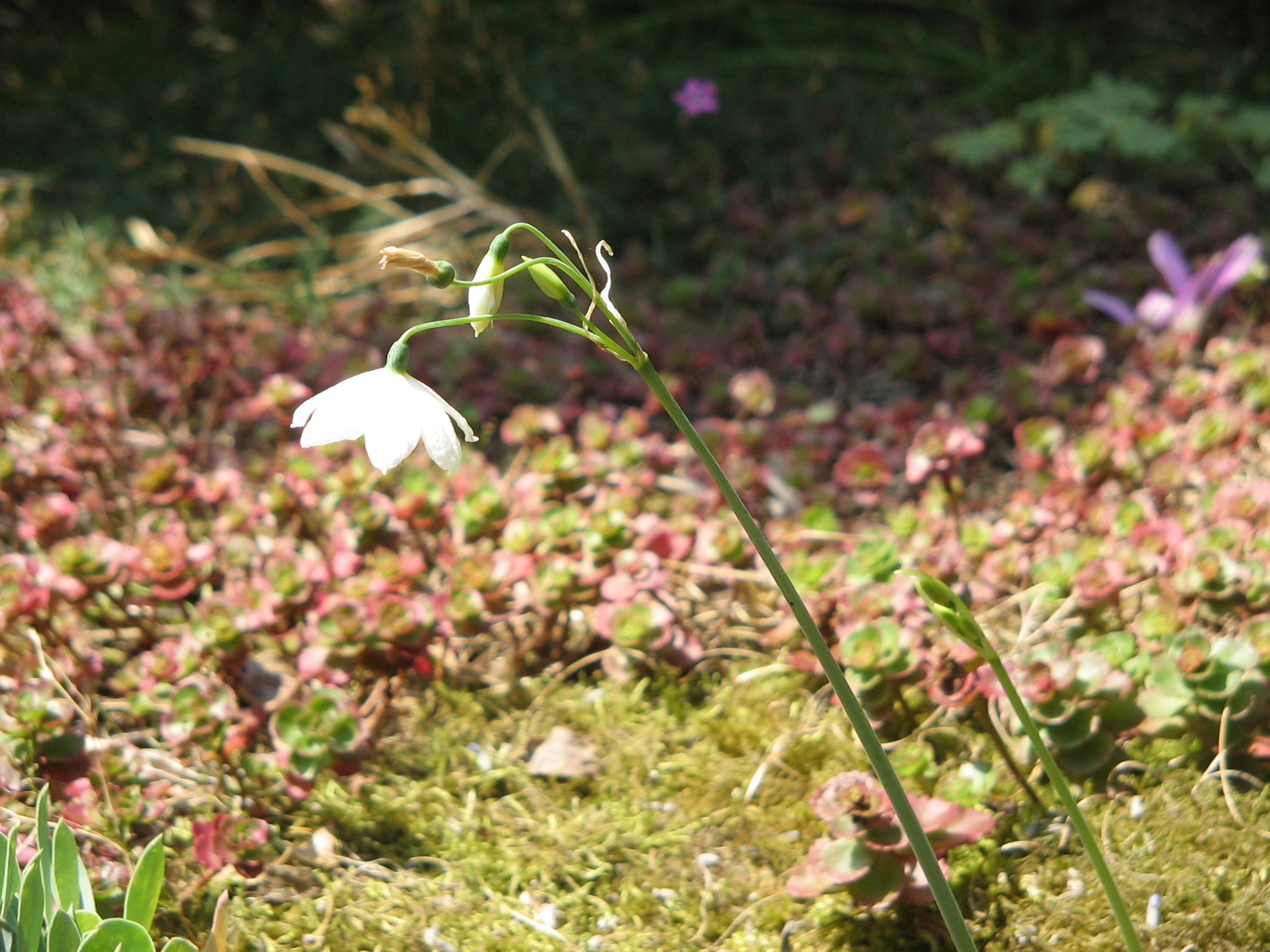
Acis valentina
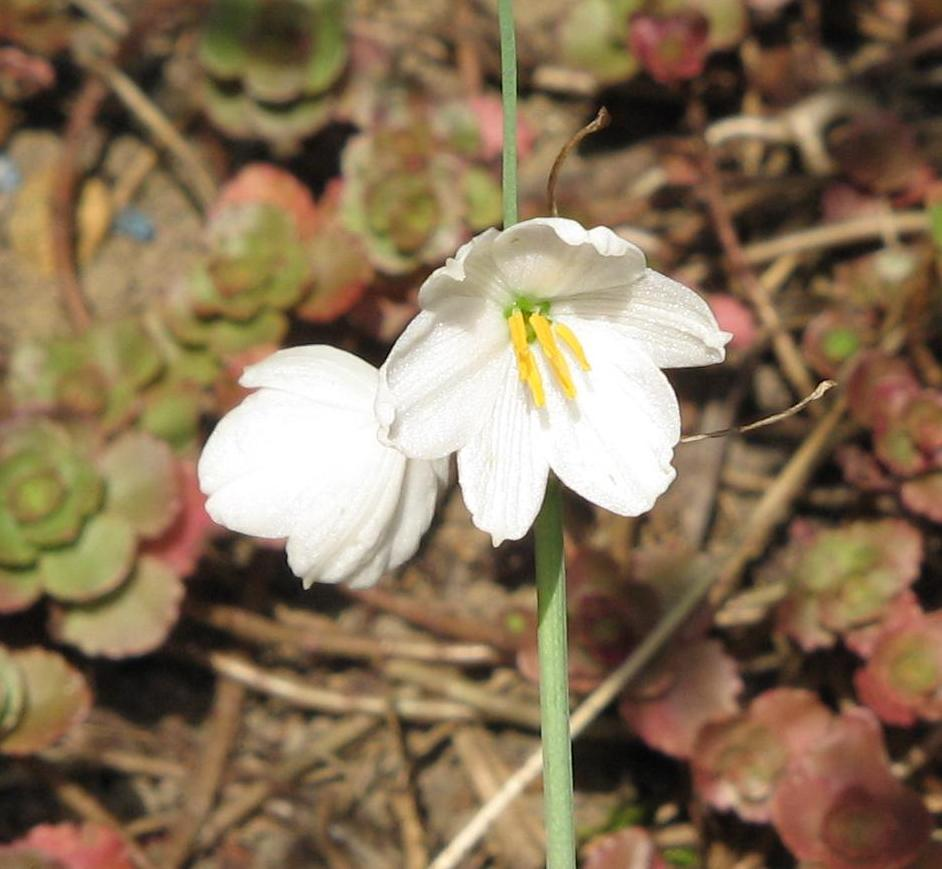
Bloem van Acis valentina

## Kweek
Acis kan men vinden bij gespecialiseerde bollenkwekers.
- Acis nicaeensis en Acis autumnalis zijn matig winterhard. Om optimaal te bloeien vraagt deze soort een warme en beschutte plaats in een rotstuin. De bladeren, die bijna het hele jaar door groen zijn, kunnen lijden onder hevige vrieskoude.
- Acis valentina, minder winterhard, moet op een beschutte en zeer zonnige plaats worden geplant.
- Acis longifolia, Acis trichophylla en Acis tingitana zijn weinig tot niet winterhard. Deze soorten moeten in een koude kas worden gekweekt, behalve in streken met een zacht klimaat, zoals het zuiden van Engeland of het westen van Frankrijk.
- Acis rosea, een fragiele soort, wordt bij voorkeur in een koude kas en door ervaren handen gekweekt.
- Acis fabrei, een zeldzame dwergvariant.